# Escarabat butllofer
La cuca papera, cuca vinadera, cuca verinosa o escarabat butllofer (Berberomeloe majalis, conegut anteriorment com a Meloe majalis) és una espècie de coleòpter polífag de la família dels melòids, comuna als Països Catalans i altres llocs de la península Ibèrica. El gènere Berberomeloe és íbero-magrebí i té dues espècies, B. majalis i B. insignis.

## Característiques
És de mida grossa, fins a més de 7 cm de llargada, essent un dels coleòpters de mida més grossa d'Europa tot i que no presenta la morfologia habitual dels coleòpters. Són insectes sense ales i amb els èlitres curts que no recobreixen l'abdomen. La femella té l'abdomen molt allargat, de color negre amb bandes transversals de color taronja o vermell intens; els mascles tenen l'abdomen molt més curt.

## Història natural
Quan se sent amenaçat secreta una substància oliosa molt tòxica que té a l'hemolimfa anomenada cantaridina, que provoca danys a la pell (irritació, erupcions...) i si s'ingereix, vòmits, diarrea, anomalies en l'aparell urinari i eventualment la mort. Aquesta defensa evita que els animals es mengin aquest coleòpter. El seu cicle biològic és molt complex. Durant la fase larvària es paràsit d'himenòpters (entre ells les abelles), alimentant-se d'ous i larves.